# لاري فلينت
لاري فلينت (بالإنجليزية: Larry Flynt)‏ (1 نوفمبر 1942 – 10 فبراير 2021) هو ناشر، ورائد أعمال، وكاتب السيرة الذاتية، وصحفي من الولايات المتحدة الأمريكية ولد في مقاطعة ماغوفين (كنتاكي) وتوفي في لوس أنجلوس.

## روابط خارجية
- لاري فلينت على موقع IMDb (الإنجليزية)
- لاري فلينت على موقع إن إن دي بي (الإنجليزية)
- لاري فلينت على موقع قاعدة بيانات الفيلم (الإنجليزية)